# Copán Galel
Copán Galel (originalmente escrito como Copan Q'lel) fue un cacique Maya-Chortí gobernante y rey de lo que actualmente es la población hondureña aledaña de las zonas de Copán Ruinas (donde se hablaba y todavía se habla el idioma chortí el cual es un idioma maya).  

## Historia
Aunque la civilización maya llevaba bastante tiempo en decadencia y muchas ciudades empezaban a ser abandonadas y destruidas, eso no significó que la cultura maya en América central haya desaparecido absolutamente para la llegada de los conquistadores. En 1530, Pedro de Alvarado envió a un grupo de militares españoles liderados por Hernándo de Chávez y Pedro de Amalín para conquistar el pueblo chortí. Hernando de Chávez lideró el ataque contra varias aldeas que se encontraban en las cercanías, las cuales estaban defendidas por un ejército indígena compuesto de soldados provenientes de Sinsiniti, Zacapa, Ostúa y Güijar, liderados por Copán Galel; durante la batalla el español Juan Vásquez de Osuna abrió una brecha en las defensas de las aldeas y poblados con lo cual los españoles conquistaron el área de Copán. 
Después de la batalla en Copán, Copán Galel huyó a Citalá (en el actual El Salvador) en donde recibió ayuda de los señores de Tejutla, Angue, Metapán, Atempa-Mashua, entre otros. Con estos intento la reconquista de los territorios de Copán al final siendo derrotados, Copán Galel aceptó la rendición y la evangelización. Se desconoce que sucedió con el tiempo después. Posiblemente a diferencia de otros caciques, este logró escapar a las montañas y posiblemente vivir una vida tranquila y melancólica continuando prácticas religiosas de su pueblo en secreto para evitar ser juzgado o ejecutado por la iglesia católica. Pues muchos indígenas aunque aceptaran la evangelización muchos aún practicaban en secreto sus religiones nativas. Otra posibilidad es que al ser un miembro de realeza, los españoles le hayan dado un trato decente a diferencia de otros mayas y ahora aunque bajo el control español aún podía gozar de ciertos derechos en comparación de otros indígenas de su misma etnia.